# Änglagård (musikgrupp)
Änglagård är ett svenskt progressivt rockband. De är influerade av band som King Crimson, Genesis, Schicke Führs Fröhling, Shylock och Trettioåriga Kriget.

## Historia
Bandet bildades av Tord Lindman och Johan Brand sommaren 1991. Thomas Johnson och Jonas Engdegård anslöt sig ganska snabbt och i september tillkom även Mattias Olsson. Under våren 1992 anslöt sig flöjtisten Anna Holmgren till gruppen. Efter att ha spelat ett antal gånger på diverse ställen i Stockholm spelade bandet i april in sin demo The Largen Demo. Två månader senare släpptes bandets första studioalbum Hybris. Musiken är mycket inspirerad av 1970-talets stora progrockgrupper och det King Crimson-inspirerade användandet av mellotron ger musiken en ganska mörk och mystisk atmosfär tillsammans med det Yes-lika basspelet. Samtidigt är flöjtspelandet och melodierna ganska lekfulla och smått folkmusiks-inspirerade. Albumet fick mycket goda recensioner och har blivit en sentida klassiker inom progrocken. Änglagård blev även inbjudna att spela på Progfest i Los Angeles 1993 och fick ett minst sagt varmt mottagande.
Bandets andra studioalbum, Epilog, spelades in under sommaren 1994. Albumet är helt instrumentalt och här får folkmusik-influenserna mer plats än på debutskivan, men ljudbilden byggs fortfarande runt mellotronen och musiken är ganska vemodig och mystisk. Gruppen använde sig även av en stråkkvartett vid inspelningen av albumet. Även detta album fick god kritik, även om det inte brukar klassas som ett mästerverk i rang med debutalbumet. Epilog blev också bandets sista studioalbum innan de splittrades. Bandet spelade på Progfest även detta år och det blev också bandets sista liveframträdande. Spelningen finns utgiven på liveskivan Buried Alive.
År 2002 återförenades bandet, förutom Tord Lindman, och under 2003 gav de ett flertal liveframträdanden, bland annat vid NEARfest i USA. Under konserterna framförde bandet även två helt nya låtar. 2012 släppte bandet ett nytt studioalbum - Viljans öga.
Trots att Änglagård var verksamma under en så kort tid har de varit mycket inflytelserika och de kan sägas ha skapat en ny våg av mellotronbaserade band i klassisk 70-tals-progrockstil omfattande band som till exempel Anekdoten och Landberk.

## Medlemmar

### Nuvarande medlemmar
- Johan Brand - Bas (1991-1994, 2002-2003, 2008-)
- Tord Lindman - Sång, elektrisk och akustisk gitarr (1991-94, 2002, 2008-2009, 2012-)
- Anna Holmgren - Flöjt och saxofon (1992-1994, 2002-2003, 2008-)
- Jonas Engdegård - Elektrisk och akustisk gitarr (1991-1994, 2002-2003, 2008-2012, 2014-)
- Erik Hammarström - Trummor och slagverk (2012-)
- Linus Kåse - Keyboard (2012-)

### Tidigare medlemmar
- Thomas Johnson - Mellotron, Hammondorgel, piano och övriga keyboards (1991-1994, 2002-2003, 2008-2012)
- Mattias Olsson - Trummor och slagverk (1991-1994, 2002-2003, 2008-2009, 2011-2012)
- David Lundberg (Keyboard) live 2012

## Diskografi
- 1992 - The Largen Demo (demokassett)
- 1992 - Hybris
- 1994 - Epilog
- 1996 - Buried Alive (liveskiva inspelad 1994)
- 2012 - Viljans öga
- 2014 - Prog på Svenska Live in Japan (liveskiva inspelad 2013)